# Fat (album)
Fat is een ep en, de single "Ride the Wild/It's a Hectic World" niet meegerekend, de eerste uitgave van de Amerikaanse punkband Descendents. Het album werd uitgegeven in 1981 via het platenlabel New Alliance Records en is de eerste opname van de band waar zanger Milo Aukerman op te horen is. Fat bevestigde hun aanwezigheid in de hardcore punkbeweging in Zuid-Californië met korte, agressieve nummers die tevens een verandering in de muziekstijl van de band lieten zien ten opzichte van het new wave- en surfgeluid dat de band eerder voortbracht.

## Nummers
De schrijvers staan tussen haakjes vermeld.
A-kant
1. "My Dad Sucks" (Frank Navetta, Tony Lombardo) - 0:35
2. "Mr. Bass" (Navetta) - 2:05

B-kant
1. "I Like Food" (Bill Stevenson) - 0:16
2. "Hey Hey" (Lombardo) - 1:31
3. "Weinerschnitzel" (Stevenson, Pat McCuistion) - 0:10

## Band
- Milo Aukerman - zang
- Tony Lombardo - basgitaar
- Frank Navetta - gitaar
- Bill Stevenson - drums